# Irene Forstner-Müller
Irene Forstner-Müller (* 1968 in Linz) ist eine österreichische Ägyptologin. Sie leitet die Zweigstelle Kairo des Österreichischen Archäologischen Instituts.
Irene Forstner-Müller studierte Ägyptologie, Klassische Archäologie und Feldarchäologie an der Universität Wien. Sie war von 1999 bis 2002 Wissenschaftliche Mitarbeiterin des SCIEM 2000-Projekt und 2001/02 Assistentin am Institut für Ägyptologie der Universität Wien. Dort wurde sie 2002 mit der Arbeit Die Gräber des Areals A/II von Tell el-Dab‘a promoviert. Anschließend wurde sie Wissenschaftliche Angestellte und Stellvertreterin des Leiters Manfred Bietak an der Zweigstelle Kairo des Österreichischen Archäologischen Instituts. Im Oktober 2009 wurde sie als Nachfolgerin Bietaks erste weibliche Leiterin der Außenstelle. Damit einher ging die Übernahme der Grabungsleitung in Tell el-Dab'a (Auaris), einer der bedeutendsten Grabungen in Ägypten, an der Forstner-Müller seit Studienzeiten im Jahr 1991 teilnimmt. Seit 2005 lehrt sie zudem an der Universität Wien. Forstner-Müller ist Korrespondierendes Mitglied des Deutschen Archäologischen Instituts und Mitglied der Kommission für Ägypten und Levante der Österreichischen Akademie der Wissenschaften.

## Schriften
- Tell el-Dabʿa. Ausgrabungen in Tell el-Dabʾa 16. Band 1. Die Gräber des Areals A/II von Tell el-Dabʾa. Verlag der österreichischen Akademie der Wissenschaften, Wien 2010, ISBN 978-3-7001-6591-0 (Untersuchungen der Zweigstelle Kairo des Österreichischen Archäologischen Instituts, Band 44; Denkschriften der Gesamtakademie, Band 28)
- Herausgeberin mit Manfred Bietak und Ernst Czerny: Cities and Urbanism in Ancient Egypt: Papers from a workshop in November 2006 at the Austrian Academy of Sciences. Verlag der österreichischen Akademie der Wissenschaften, Wien 2010, ISBN 978-3-7001-6591-0 (Untersuchungen der Zweigstelle Kairo des Österreichischen Archäologischen Instituts, Band 35)
- Herausgeberin mit Pamela Rose: Nubian Pottery from Egyptian Cultural Contexts of the Middle and Early New Kingdom. Proceedings of a Workshop held at the Austrian Archaeological Institute at Cairo, 1–12 December 2010. Österreichisches Archäologisches Institut, Wien 2012, ISBN 978-3-900305-62-8 (Ergänzungshefte zu den Jahresheften des Österreichischen Archäologischen Instituts in Wien, Band 13)